# The Havens
The Havens est une communauté du pays de Galles, au Royaume-Uni, située dans le comté du Pembrokeshire.